# 삼대
〈삼대〉(三代)는 1931년 1월 1일부터 1931년 9월 17일까지 《조선일보》에 연재한 염상섭의 장편 소설이며, 〈만세전〉과 더불어 염상섭의 대표작이다. 염상섭이 기획한 '3부작 장편 소설'의 제1부에 해당하며, 연재 이후인 1931년 11월 〈무화과〉, 1932년 11월 〈백구〉라는 이름의 독립된 속편이 차례로 발표되었다. 연재 이후 여러 출판사에서 단행본으로 출간하려고 했으나 조선총독부에 의해 '작품이 불온하다'는 이유로 검열을 받아 무산되었으며, 8·15 해방 후인 1947년 을유문화사에서 단행본으로 발행되었다. 최근에는 염상섭 사후 60주년을 맞아 출판사 '지식을 만드는 지식'에서 기존에 있던 여러 판본들을 통합하여 삼대의 오리지널 정본을 만들었다고 한다.
한국 신문학사를 통해 대표적인 사실주의 작품으로, 치밀하고 총체적인 사실적 수법으로 시대에 대한 지식인의 고민과 인간 심리를 미묘하게 그려낸 작품이다. 국수주의적 독선에 치우치지 않고 모든 세대와 계급을 아우르는 힘으로서의 민족주의적 전망을 탐색하며, 한 가족의 흥망성쇠 이야기를 소재로 일제강점기에 한국인들이 느꼈던 치욕과 암울한 역사를 파노라마 기법으로 담아내고 있다. 염상섭은 《별건곤》 1931년 1월자에서 소설 등장인물의 모델이 따로 있냐는 질문에 "현실에 있음직한 인물"이라고 답한 바 있다.

## 주요 등장인물
조의관
작중에서 등장하는 조씨 가문 삼대 중 가장 연장자이자 집안 최고 어른으로, 부친이 물려준 천냥을 늘려 엄청난 부를 소유하게 된 자수성가한 인물이다. 양반 행세를 위해 족보를 사들이거나 양반으로 행세하기 위해 거액을 들여 남의 묘소를 치산하는 등 유교적이고 보수적인 문벌주의와 형식주의에 얽매인 인물이다.이러한 성격으로 인해 그는 구세대의 전형으로 묘사된다.
조상훈
작중에서 등장하는 조씨 가문 삼대 중 두 번째로 나이가 많은 인물이자 조의관의 장남으로, 지식인으로써 사회적 봉사를 하려고 하지만, 부친 조의관의 재산을 이용하여 애욕에 사로잡힌 생활에 과하게 빠져 있는 과도기적 인물이다. 지식인으로써 젊은 날 민족의 지도자가 되려고 하였지만, 하필 당시 정치적인 상황으로 인해 꿈이 가로막혔다. 그 뒤 그는 개신교를 우연히 접하게 되며 이상을 실현하고자 하였지만, 그것도 그의 이상 실현에는 아무런 도움이 되지 못함을 깨닫고 좌절하게 된다. 그러던 중 경애 부친이 죽은 후 경애 모녀를 도와주다가 경애와 깊은 관계를 맺게 되었고, 이를 계기로 타락해서 교육자이자 종교인으로써의 본분을 단단히 망각해버리고 술타령을 하거나 마작에서 사기 행각을 벌이는 등 비도덕적이고 개차반스럽고 불량한 인간으로 몰락하게 된다. 이 과정에서 그는 본인의 유교적 가치를 중시하는 부친 조의관으로부터도 소외를 당하게 된다.
조덕기
조의관의 손자 및 장손이자 조상훈의 아들로, 조씨 가문 삼대 중 최연소자다. 경도 삼고에 다니는 지식인 청년이다. 그는 공평감과 정의감을 가지고는 있으나, 가장 중요한 용기가 없고 소극적이고 우유부단한 인물이다. 그는 조부와 부친 사이의 갈등을 중재하고자 하고 부르주아 계급에 속하며, 사회주의자 병화와도 잘 어울린다. 그는 사상적으로도 중립을 지키고자 하고 서구 사상을 비판적으로 수용하여 온건하며 합리주의적이고 진보적인 사고를 가진 지식인이다.
김병화
조덕기의 친구로, 사회주의자이다. 가난한 크리스천의 아들로 태어난 김병화는 친구 조덕기의 부친 조상훈에 의해 희생된 홍경애와 함께 사회주의 운동에 간접적으로 가담하는 인물이다. 그는 덕기와 우정 관계를 맺고 있으면서도 이념적으로 대립하는데, 그러면서 그는 덕기의 괴로움을 '부르주아지의 호사스러운 고통'이라 비꼬기도 한다. 그는 현실적인 상황으로 인해 제대로 혁명 활동을 하지 못하고 결국 자신의 뜻이 변질되어버린 식민지적 지식인의 전형이다.

## 간단한 줄거리
삼대는 조씨 가문의 삼대에 걸친 이야기를 다루는 책으로, 주요 흐름은 주인공인 조덕기와 그의 할아버지인 조의관, 조덕기의 아버지인 조상훈 사이의 갈등을 다룬 소설이다. 삼대는 처음에 조덕기가 친구인 사회주의자 최병화를 만나는 것에서 시작된다. 최병화를 만난 조덕기는 과거 알고 지내던 홍경애를 바커스 카페라는 곳에서 만나게 되고, 그녀를 만난 것에 대해 부담을 느끼며 카페 안에서 조금 시간을 보내다가 나오게 된다. 홍경애는 원래 조덕기와 가까운 사이였지만, 과거 홍경애의 부친이 돌아가시고 난 뒤 조상훈이 홍경애를 선의로 도와준 일이 원인이 되어 조상훈과 홍경애가 불륜 관계에 놓이게 되고, 이 사건으로 인해 조상훈은 과거와 달리 타락하게 되고, 홍경애는 숨어지내게 된다. 이 과정에서 조의관은 원래도 조상훈이 기독교를 믿어 제사를 지내지 않았기 때문에 조상훈이 별로 탐탁치 않았지만, 조상훈의 이러한 행실을 본 조의관은 조상훈을 매우 싫어하게 된다. 이후 조의관은 넘어져서 다친 후 첩인 수원집의 계략에 휘말려 약 대신 독을 먹고 죽게 되고, 죽기 전 유서에 각자 재산을 얼마나 가질지를 적어두고 그 문서를 금고에 넣어둔 후, 덕기에게 금고의 열쇠를 맡긴다. 이 때 조의관이 독살당했다는 사실을 알게 된 경찰은 조덕기가 사회주의자인 최병화에게 돈을 주기 위해 조의관을 독살하려고 하였다고 생각하여 조덕기를 잡아가게 되고, 이 틈을 노려 조상훈은 경찰로 신분을 위장하여 금고를 열어 그 안에 있는 유서를 위조하게 된다. 이 과정에서 조덕기가 조의관을 독살할 이유가 없다는 사실과 함께 진범이 수원집임이 밝혀지고, 조상훈 또한 경찰로 신분을 위조하고 유서를 위조한 죄로 경찰에게 잡혀 취조를 받다가 조덕기의 변호로 인해 겨우 풀려난다. 이러한 사건들이 끝나고 조덕기가 앞으로 가문이 어떻게 될 것인지에 대해 고민하며 이야기가 마무리된다.

## 삼대에 대한 평가
삼대는 긍정적인 평가와 부정적인 평가를 모두 받고 있는데, 이 소설에 대해 문학평론가 김윤식씨는 이 작품을 조덕기, 조상훈, 조의관 사이에 벌어지는 모순과 갈등을 다룬 가족사적 소설이라고 평가했고, 사회주의 이념에 동조하면서도 그 자체에 의미를 두는 것이 아닌 독립에 의미를 두는 동정자 의식을 기반으로 하는 구성이 치밀하고 현실성이 높은 소설이라고 고평가한 반면, 역사학자 전우용씨는 민중에 해방보다도 부의 유지를 중시하는 부르주아적 사고와 민족개량주의가 이 소설의 핵심이라고 주장하며, 이러한 사상은 과거 친일 성향의 인물들이 가지고 있던 것이라고 비판하며 삼대에 대해 부정적으로 평가하기도 하였다.

## 설명
1920년대에서 1930년대의 일제강점기 한국을 배경으로 중산층 집안인 조씨 일가에 대한 가족사 소설이다. 3세대에 걸친 갈등을 통해 당시 식민지 현실을 적나라하게 보여주고 있다. 소설의 등장인물로는 구세대를 대표하는 조 의관, 타락한 개화주의자 조상훈(趙相勳), 식민지 세대의 중도주의적 인물인 조덕기(趙德基)가 있다. 식민지 시기의 한국에서 변화하는 각 세대의 가치와 의식 변화를 잘 보여주고 있다. 이 소설을 통해 그려내고 있는 가족주의의 완고성과 식민지 현실의 폐쇄성 극복 방향은 조씨 일가의 마지막 세대에 해당하는 조덕기라는 인물의 형상을 통해 어느 정도 암시하고 있다. 이 소설을 통해 그 시대를 살던 개인을 만날 수 있으며, 나아가 오늘날 대한민국의 개인과 사회의 관계에 대한 해답도 찾아볼 수 있다.